# …의 해로움
…의 해로움(... considered harmful)은 컴퓨터 과학이나 비슷한 분야에서 혹독한 비평을 할 때 제목으로 사용되는 유명한 문구이다. "...의 해로움"은 1968년 3월 CACM에 출판된 에츠허르 데이크스트라의 〈GOTO문의 해로움〉에서 처음 나왔다. 여기서 그는 프로그래밍 언어에서 GOTO문을 지나치게 사용하는 점을 비판하고 구조적 프로그래밍을 해야 한다고 주장하였다. 그 당시, 구조적 프로그래밍에 대한 논의는 활발하지 않았지만, 글의 제목으로 ‘…의 해로움’이라는 문구는 자주 사용되었다. 이 문구는 실제로는 데이크스트라가 쓴 것이 아니라 ACM 편집자인 니클라우스 버트가 쓴 것이다.
프랑크 루빈은 데이크스트라가 쓴 서한에 대하여 1987년 3월에 CACM에 〈‘GOTO문의 해로움’의 해로움〉이라는 비평을 출판했다. 이에 대한 응답으로 도널드 무어 등은 1987년 5월에 〈〈‘GOTO문의 해로움’의 해로움〉의 해로움?〉이라는 서한을 CACM에 보냈다. (이 논의에 대해 데이크스트라가 직접적으로 응답한 글은 고맙게도 "다소 실망스러운 서한들"이라는 것이었다.)
이 문구에서 형용사를 조금씩 바꾸어 변형한 것들(‘...의 어리석음’ 등)은 해커 자곤에 실려있다.

## 같이 보기
- 스노우클론